# Türkische Badmintonmeisterschaft 2021
Die Türkische Badmintonmeisterschaft 2021 fand vom 21. bis zum 27. Dezember 2021 in Ankara statt. 

## Medaillengewinner
| Disziplin    | Gold                           | Silber                             | Bronze                              |
| ------------ | ------------------------------ | ---------------------------------- | ----------------------------------- |
| Herreneinzel | Emre Lale                      | Nurullah Saraç                     | Yusuf Yaşar                         |
| Herreneinzel | Emre Lale                      | Nurullah Saraç                     | Murathan Eken                       |
| Dameneinzel  | Aliye Demirbağ                 | Özge Bayrak                        | Betül Söner                         |
| Dameneinzel  | Aliye Demirbağ                 | Özge Bayrak                        | Büşra Ünlü                          |
| Herrendoppel | Serdar Koca Serhat Salım       | Hasan Berkay Günbaz Nurullah Saraç | Murathan Eken Mert Tunco            |
| Herrendoppel | Serdar Koca Serhat Salım       | Hasan Berkay Günbaz Nurullah Saraç | Mehmet Çapar Emre Sönmez            |
| Damendoppel  | Zehra Erdem İlayda Nur Özelgül | Betül Söner Naime Yılmaz           | Büşra Yalçınkaya Fatma Nur Yavuz    |
| Damendoppel  | Zehra Erdem İlayda Nur Özelgül | Betül Söner Naime Yılmaz           | Sare Ece Başakın Yasemen Bektaş     |
| Mixed        | Emre Sönmez Zehra Erdem        | Emre Lale Özge Bayrak              | Mert Tunco İlayda Nur Özelgül       |
| Mixed        | Emre Sönmez Zehra Erdem        | Emre Lale Özge Bayrak              | Abdulsamet Özdemir Sare Ece Başakın |